# Les Loups et l'Agneau
Pour plus de détails, voir Fiche technique et Distribution.
Les Loups et l'Agneau (The Stripper) est un film américain réalisé par Franklin J. Schaffner, sorti en 1963. Il s'agit du premier long métrage réalisé par Franklin J. Schaffner. 

## Synopsis
Lila Green est une showgirl et travaille pour Madame Olga. Son petit ami, Ricky, vole l'argent du show et Madame Olga décide de laisser partir Lila. Elle reprend une vie normale et trouve refuge chez d'anciens voisins, Helen et son fils Kenny, un jeune homme séduisant. Petit à petit, une attirance réciproque grandit entre Lila et l'adolescent...

## Fiche technique
- Titre original : The Stripper
- Réalisation : Franklin J. Schaffner
- Scénario : Meade Roberts d'après la pièce A Loss of Roses de William Inge
- Photographie : Ellsworth Fredericks
- Musique : Jerry Goldsmith
- Montage : Robert L. Simpson
- Production : Jerry Wald
- Société de production : 20th Century Fox
- Format : Noir et blanc - 2,35:1 - Mono
- Genre : Drame
- Durée : 95 minutes

## Distribution
- Joanne Woodward : Lila Green
- Richard Beymer : Kenny Baird
- Claire Trevor : Helen Baird
- Robert Webber : Ricky
- Louis Nye : Ronnie Cavendish
- Gypsy Rose Lee : Madame Olga
- Michael J. Pollard : Jelly
- Bing Russell : Mr. Mulvaney

## À noter
- Le film est la première d'une longue et fructueuse collaboration entre Franklin J. Schaffner et le compositeur, Jerry Goldsmith (La Planète des singes, Patton, Papillon...).
- Le film fut nommé à l'Oscar de la meilleure création de costumes.